# Demi-chan wa Kataritai
Interviews with Monster Girls (japonês: 亜人ちゃんは語りたい, Hepburn: Demi-chan wa Kataritai, lit. Entrevistas com Garotas Monstros) é uma série de mangá japonesa escrita e ilustrada por Petos (ペトス, Petosu). Publicado pela revista Young Magazine the 3rd da editora Kodansha. Uma adaptação da série de anime produzida pelo estúdio A-1 Pictures foi ao ar entre janeiro e março de 2017.

## Enredo
A história se passa em uma época em que "meio-humanos" ou "demi-humanos", mais casualmente conhecidos como "demis", começaram lentamente a ser aceitos na sociedade. Tetsuo Takahashi é um professor de biologia, a fim de fazer a sua tese, conheceu quatro dessas demis em sua escola de ensino médio, na esperança de entender mais sobre elas.

## Personagens
Tetsuo Takahashi (高橋 鉄男, Takahashi Tetsuo)
Voz de: Junichi Suwabe (japonês); Marcelo Garcia (português)
Um professor de biologia que é fascinado por demis e quer aprender mais sobre eles. Ele é ocasionalmente referido como tetsuru (鉄る) lit. "Ferro" por seus alunos, um trocadilho com seu físico e nome. Ao aprender sobre demis, ele começa a entender os problemas que elas enfrentam, tanto como adolescentes quanto como demi, e se esforça para ajudá-las de qualquer maneira que puder. Ele tem um relacionamento de guarda e carinho com as meninas e está sempre cuidando delas pelo seu bem estar.
Hikari Takanashi (小鳥遊 ひかり, Takanashi Hikari)
Voz de: Kaede Hondo (japonês); Hannah Buttel (português)
Uma vampira muito energética. Ela consegue evita morder os pescoços de outras pessoas, em razão de beber pacotes de sangue enviados pelo governo e também utiliza substitutos como suco de tomate. Ao contrário dos mitos, ela adora comer alho e simplesmente não gosta de luzes fortes e temperaturas quentes. Hikari tem uma irmã gêmea mais nova, Himari, que é uma humana. Ela ocasionalmente tem o desejo de mordiscar alguém, geralmente sua irmã, para impedir que seus dentes coçam. Apesar de sua natureza indiferente, ela muitas vezes se esforça para ajudar os necessitados. A mãe de Hikari é uma vampira e seu pai é humano. Sua comida favorita é fígado e cebola.
Kyōko Machi (町 京子, Machi Kyōko)
Voz de: Minami Shinoda (japonês); Helena Palomanes (português)
Uma dullahan  tímida cuja cabeça é separada de seu corpo, que tem uma chama azul vindo de onde deveria estar o pescoço. Machi desenvolve uma paixão por Tetsuo, devido à sua natureza gentil e carinhosa. Inicialmente, ela achava difícil fazer amigos, pois as pessoas achavam estranho conversar com ela sem mencionar sua cabeça. A propósito, um procedimento médico provou que ela possui um pescoço, que conecta a boca ao estômago e aos pulmões, mas de alguma forma existe em "outro espaço" e serve como um buraco de minhoca entre a cabeça e o corpo. Depois que Hikari fala com Takahashi sobre Machi carregando a cabeça em uma mão e mochila na outra, Takahashi fala com o diretor e a escola permite que Machi use uma mochila com alças para as costa pra sua conveniência.
Yuki Kusakabe (日下部 雪, Kusakabe Yuki)
Voz de: Shiina Natsukawa (japonês); Jéssica Vieira (português)
Uma mulher das neves tímida cujo corpo está sempre frio. Às vezes, ela espalha ar frio enquanto tem emoções negativas. Yuki inicialmente não gosta de sua natureza, temendo que ela possa prejudicar os outros ou aqueles ao seu redor, embora Tetsuo consiga mostrar a ela que as únicas coisas que ela pode realmente congelar são suas lágrimas e suor. Hikari, muitas vezes quer abraçar ou segurar Yuki devido a sua temperatura corporal fria desde vampiros não conseguem bem no calor. Ela também secretamente é adora ler mangás e tem um gosto por vários gêneros. Depois de fazer amizade com Takahashi, Hikari e Machi, ela começa a se abrir e falar mais.
Sakie Satō (佐藤 早紀絵, Satō Sakie)
Voz de: Yōko Hikasa (japonês); Tônia Mesquita (português)
Um súcubo que trabalha como professor de matemática. Devido ao efeito afrodisíaco que seu corpo produz, ela constantemente tem que tomar precauções para evitar indevidamente seduzir homens e outros estudantes do sexo masculino, ela usa um agasalho para esconder seu corpo e pegar o primeiro e último trem do dia para evitar multidões. Se ela adormecer, ela pode acidentalmente dar às pessoas dentro de seus sonhos eróticos. Por essa razão, Sato vive sozinho longe da civilização, já que ela não pode morar em um complexo de apartamentos ou em qualquer lugar onde possa haver muitas pessoas por perto. Enquanto a natureza de Sato como súcubo leva os machos a se sentirem atraídos por ela, ela mesma desenvolve uma paixão por Tetsuo depois de acreditar que ele é imune ao seu efeito afrodisíaco. Depois que Sakie menciona seu interesse em Tetsuo para Ugaki, um policial e um pai de consideração, ele afirma a Sato que Tetsuo foi realmente afetado por seu afrodisíaco, mas agiu como se ele não tivesse sido afetado para não ferir os sentimentos de dela. Dito isso, ela se interessa mais por Takanashi.
Himari Takanashi (小鳥遊 ひまり, Takanashi Himari)
Voz de: Lynn (japonês); Amanda Brigido (português)
Himari é a irmã gemia mais nova de Hikari, a vampira, ao contrario de sua irmã, Himari e uma humana. Ela está sempre cuidando de Hikari para garantir que ela não entre em apuros ou fique fora até tarde. Todas as manhãs ela arruma o cabelo de sua irmã antes de ir para escola.Apesar de suas constantes brigas, eles se preocupam e têm muitas semelhanças, como gostos similares em comida e moda.

## Mídia

### Mangá
Petos começou seu mangá pela revista Young Magazine 3rd com seu público alvo sendo seinen da editora Kodansha, no dia 5 de setembro de 2014.
| Nº | Data de lançamento no Japão | ISBN                   |
| -- | --------------------------- | ---------------------- |
| 1  | 6 de maço 2015              | ISBN 978-4-06-382578-7 |
| 2  | 4 de setembro de 2015       | ISBN 978-4-06-382669-2 |
| 3  | 18 de março de 2016         | ISBN 978-4-06-382757-6 |
| 4  | 20 de setembro de 2016      | ISBN 978-4-06-382852-8 |
| 5  | 20 de abril de 2017         | ISBN 978-4-06-382942-6 |
| 6  | 18 de maio de 2018          | ISBN 978-4-06-511284-7 |
| 7  | 18 de abril de 2019         | ISBN 978-4-06-515281-2 |
| 8  | 20 de fevereiro de 2020     | ISBN 978-4-06-517859-1 |
| 9  | 19 de novembro de 2020      | ISBN 978-4-06-521376-6 |
| 10 | 18 de novembro de 2021      | ISBN 978-4-06-525878-1 |
| 11 | 20 de fevereiro de 2023     | ISBN 978-4-06-529800-8 |

### Anime
O anuncio do anime veio a ser anunciado em 3 de setembro de 2016. A direção ficou por conta de Ryō Andō e o estúdio foi A-1 Pictures, o responsável pelo roteiro foi Takao Yoshioka, o design de personagens foi Tetsuya Kawakami, e a composição da música de Masaru Yokoyama. A série foi ao ar na Tokyo MX, MBS, e BS11 entre 7 de janeiro de 2017 e 25 de março de 2017. A música-tema de abertura foi "Original" (オリジナル。, Orijinaru.) da  TrySail e seu encerramento foi "Fairytale" (フェアリーテイル, Fearīteiru) da Sangatsu no Phantasia.
No Brasil e Portugal a Crunchyroll distribuiu, uma hora depois de seu lançamento no dia 6 de janeiro de 2017, e dublou em português brasileiro no dia 15 de janeiro de 2019.

## Recepção
Em dezembro de 2016, os quatros primeiros volumes já havia sido vendida mais de 1,1 milhão de cópias.
Interviews with Monster Girls foi indicado para categoria de melhor slice of life pela Crunchyroll Anime Awards 2017, mas perdeu para Girls' Last Tour.